# 厚生労働大臣政務官
厚生労働大臣政務官（こうせいろうどうだいじんせいむかん、英語：Parliamentary Secretary for Health, Labour and Welfare）は、日本の厚生労働省を担当する大臣政務官。定数は2名。

## 歴代大臣政務官
| 厚生労働大臣政務官 | 厚生労働大臣政務官          | 厚生労働大臣政務官           | 厚生労働大臣政務官 | 厚生労働大臣政務官             |
| 内閣               | 内閣                        | 氏名                         | 氏名               | 期間                           |
| ------------------ | --------------------------- | ---------------------------- | ------------------ | ------------------------------ |
| 第2次森内閣        | 改造内閣 （中央省庁再編後） | 奥山茂彦                     | 田浦直             | 2001年1月6日 - 2001年4月26日   |
| 第1次小泉内閣      | 第1次小泉内閣               | 佐藤勉                       | 田浦直             | 2001年5月7日 - 2001年9月21日   |
| 第1次小泉内閣      | 第1次小泉内閣               | 佐藤勉                       | 久野恒一           | 2001年9月21日 - 2002年1月8日   |
| 第1次小泉内閣      | 第1次小泉内閣               | 田村憲久                     | 久野恒一           | 2002年1月8日 - 2002年9月30日   |
|                    | 第1次改造内閣               | 渡辺具能                     | 森田次夫           | 2002年10月4日 - 2003年9月22日  |
|                    | 第2次改造内閣               | 竹本直一                     | 佐々木知子         | 2003年9月25日 - 2003年11月19日 |
| 第2次小泉内閣      | 第2次小泉内閣               | 竹本直一                     | 佐々木知子         | 2003年11月20日 - 2004年7月20日 |
| 第2次小泉内閣      | 第2次小泉内閣               | 竹本直一                     | （欠員）           | 2004年7月20日 - 2004年9月27日  |
|                    | 改造内閣                    | 森岡正宏                     | 藤井基之           | 2004年9月30日 - 2005年7月5日   |
| （欠員）           | 改造内閣                    | 2005年7月5日 - 2005年9月21日 | 藤井基之           |                                |
| 第3次小泉内閣      | 第3次小泉内閣               | 西川京子                     | 藤井基之           | 2005年9月22日 - 2005年10月31日 |
|                    | 改造内閣                    | 西川京子                     | 岡田広             | 2005年11月2日 - 2006年9月26日  |
| 第1次安倍内閣      | 第1次安倍内閣               | 菅原一秀                     | 松野博一           | 2006年9月27日 - 2007年8月27日  |
|                    | 第1次改造内閣               | 松浪健太                     | 伊藤渉             | 2007年8月29日 - 2007年9月26日  |
| 福田康夫内閣       | 福田康夫内閣                | 松浪健太                     | 伊藤渉             | 2007年9月27日 - 2008年8月2日   |
|                    | 改造内閣                    | 金子善次郎                   | 戸井田徹           | 2008年8月6日 - 2008年9月24日   |
| 麻生内閣           | 麻生内閣                    | 金子善次郎                   | 戸井田徹           | 2008年9月29日 - 2009年6月16日  |
| 麻生内閣           | 麻生内閣                    | 金子善次郎                   | （欠員）           | 2009年6月16日 - 2009年9月16日  |
| 鳩山由紀夫内閣     | 鳩山由紀夫内閣              | 山井和則                     | 足立信也           | 2009年9月18日 - 2010年6月8日   |
| 菅直人内閣         | 菅直人内閣                  | 山井和則                     | 足立信也           | 2010年6月9日 - 2010年9月17日   |
|                    | 第1次改造内閣               | 岡本充功                     | 小林正夫           | 2010年9月21日 - 2011年1月14日  |
|                    | 第2次改造内閣               | 岡本充功                     | 小林正夫           | 2011年1月18日 - 2011年9月2日   |
| 野田内閣           | 野田内閣                    | 藤田一枝                     | 津田弥太郎         | 2011年9月5日 - 2012年1月13日   |
|                    | 第1次改造内閣               | 藤田一枝                     | 津田弥太郎         | 2012年1月13日 - 2012年6月4日   |
|                    | 第2次改造内閣               | 藤田一枝                     | 津田弥太郎         | 2012年6月4日 - 2012年10月1日   |
|                    | 第3次改造内閣               | 糸川正晃                     | 梅村聡             | 2012年10月2日 - 2012年12月26日 |
| 第2次安倍内閣      | 第2次安倍内閣               | 渡嘉敷奈緒美                 | 丸川珠代           | 2012年12月26日 - 2013年9月30日 |
| 第2次安倍内閣      | 第2次安倍内閣               | 高鳥修一                     | 赤石清美           | 2013年9月30日 - 2014年9月3日   |
|                    | 改造内閣                    | 橋本岳                       | 髙階恵美子         | 2014年9月4日 - 2014年12月24日  |
| 第3次安倍内閣      | 第3次安倍内閣               | 橋本岳                       | 髙階恵美子         | 2014年12月25日 - 2015年10月9日 |
|                    | 第1次改造内閣               | 三ッ林裕巳                   | 太田房江           | 2015年10月9日 - 2016年8月5日   |
|                    | 第2次改造内閣               | 堀内詔子                     | 馬場成志           | 2016年8月5日 - 2017年8月7日    |
|                    | 第3次改造内閣               | 田畑裕明                     | 大沼瑞穂           | 2017年8月7日 - 2017年11月1日   |
| 第4次安倍内閣      | 第4次安倍内閣               | 田畑裕明                     | 大沼瑞穂           | 2017年11月2日 - 2018年10月2日  |
|                    | 第1次改造内閣               | 上野宏史                     | 新谷正義           | 2018年10月4日 - 2019年8月28日  |
|                    | 第1次改造内閣               | （欠員）                     | 新谷正義           | 2019年8月28日 - 2019年9月13日  |
|                    | 第2次改造内閣               | 自見英子                     | 小島敏文           | 2019年9月13日 - 2020年9月18日  |
| 菅義偉内閣         | 菅義偉内閣                  | 大隈和英                     | 小鑓隆史           | 2020年9月18日 - 2021年10月6日  |
| 第1次岸田内閣      | 第1次岸田内閣               | 大隈和英                     | 島村大             | 2021年10月6日 - 2021年11月11日 |
| 第2次岸田内閣      | 第2次岸田内閣               | 深澤陽一                     | 島村大             | 2021年10月6日 - 2022年8月12日  |
|                    | 第1次改造内閣               | 畦元将吾                     | 本田顕子           | 2022年8月12日 - 2023年9月15日  |
|                    | 第2次改造内閣               | 塩崎彰久                     | 三浦靖             | 2023年9月15日 - 2024年10月3日  |
| 第1次石破内閣      | 第1次石破内閣               | 塩崎彰久                     | 三浦靖             | 2024年10月3日 - 2024年11月13日 |
| 第2次石破内閣      | 第2次石破内閣               | 安藤高夫                     | 吉田真次           | 2024年11月13日 - 現職          |